# سد أوتشياي
 سد أوتشياي  هو سد جاذبية يقع في محافظة ياماغاتا في اليابان. يستخدم السد لإنتاج الطاقة. تبلغ مساحة مستجمعات المياه في السد 371.5 كيلومترًا مربعًا. يحجز السد حوالي 9 هكتارات من الأرض عندما يمتلئ ويمكنه تخزين 656 ألف متر مكعب من المياه. اكتمل بناء السد في عام 1958. 